# Acrosynanthus
Acrosynanthus là một chi thực vật có hoa thuộc họ Thiến thảo. Các loài thuộc chi này có ở Cuba và Jamaica thuộc vùng Caribe.

## Loài
7 loài được công nhận hiện nay:
- Acrosynanthus jamaicensis Howard & Proctor - Jamaica
- Acrosynanthus latifolius Standl. - đông Cuba
- Acrosynanthus minor Urb. - đông Cuba
- Acrosynanthus ovatus Urb. - đông Cuba
- Acrosynanthus parvifolius Britton ex Standl. - đông  Cuba
- Acrosynanthus revolutus Urb. - đông Cuba
- Acrosynanthus trachyphyllus Standl. - Cuba